# Anton Janda
Anton Janda (1904. május 1. – 1986) osztrák labdarúgóhátvéd.